# 穆達漢
穆達漢（泰文:  มุกดาหาร，意思：天鵝眼珍珠）是泰國穆達漢府的府治，位於東北部（依善地區），湄公河岸。2000年的人口數為180,600。
1770年Phonsim王子Chankinnaree建立本城，作為烏坦他尼衛星都市。泰寮第二友誼大橋在2006年12月落成，跨越湄公河通往寮國的沙灣那吉。